# 岩石醫院
岩石醫院（匈牙利語：Sziklakórház）是匈牙利首都布達佩斯的一座位於布達城堡地下的醫院。這座醫院修建於1930年代。二戰期間岩石醫院是布達佩斯重要的醫療設施。戰後岩石醫院在1956年匈牙利革命期間再次被使用。此後岩石醫院被用來作為一個核掩體。現在岩石醫院是一個博物館。